# 御用金
御用金（ごようきん）は、江戸時代、江戸幕府・藩・旗本などが財政窮乏を補うため臨時で農民、商人などに課した金である。

## 概要
江戸時代、江戸幕府や諸藩は財政上の不足を補うために町人や農民らに対して臨時に上納を命じた金銀を指す。
江戸幕府の御用金は宝暦11年（1761年）以後、少なくとも16回の御用金に関する命令が知られている。目的としては海防強化・幕末の長州征伐などの軍事費用調達、飢饉などにおける窮民救済、江戸城の再建などの大規模工事、米価引き上げを目的とする御買米令によるものなど臨時の費用発生を名目とする場合が多かった。
一応、体裁としては臨時の借上金であり利払いと元本返済の約束がされていたが、利子は年2-3％という非常の低利で長期の年賦返済、しかも時代が下るにつれて元本はおろか利子すら全く払われず、実質は強制献金と同一のものになる可能性があった。更に儒学者の間では農民からの御用金は問題とされても、反対に都市の町人については農民に比べればほとんど年貢を納めず、なおかつ中には贅沢な生活をしている者がいることを理由として彼らから御用金を取り立てて農民の年貢を抑えるように領主に勧める意見すらあった。
江戸幕府では主に天領となっていた都市や農村に住む町人や農民から徴収した。特に後に「天下の台所」と称された大坂の町人は最も多く対象とされ、前述の宝暦の時には鴻池善右衛門家から5万両をはじめ、205名の大坂の有力町人から170.3万両を集めた。続いて江戸や堺、西宮、兵庫がこれに続いた。
時代が下るにつれて江戸や大坂の一般の庶民や天領農村の有力者にも対象が広げられ、天明6年（1786年）のように全国規模で発令され、対象も寺社や山伏など武士以外のほぼ全階層に及んだ事例もある。もっとも、大名や旗本にはそれぞれ知行権が存在しており、これを冒すことは幕府としても不可能であったため、そこの住人に対する御用金は不可能であった。また、領主の要求する御用金の指定高の全額を領民が負担するのは困難であり、実際には領民代表と奉行・代官などが協議をして実際の徴収額である出金請高を減額するのが普通であった。

### 明治
明治政府も発足時に財政基盤がなかったために御用金で財源を賄っていたことが知られている。
慶応4年（1868年）1月に会計基立金300万両を京都・大坂及びその周辺の町人・農民から集め、続いて明治天皇の大坂行幸等を理由に数回徴収された。
続いて政府発行の太政官札の引き受けも不換紙幣であるにもかかわらず、町人手持ちの正金との引換が強制されたために実質御用金と同様であった。
その後、欧米の事例を参考にして公債（国債）を発行する方針に変更されたことにより、明治2年（1869年）4月に廃止された。

## 主な御用金
主な御用金について、年月、指定高、請高、出金者、目的を挙げれば、
- 宝暦11年12月、170万3000両、70万両、大坂町人305人、米価引上
- 天明5年12月、大坂町人、諸侯財政救助
- 天明6年6月、諸国寺社山伏百姓町人、諸侯財政救助
- 文化3年、18万8000両、江戸、米価引上
- 文化7年10月、20万両、20万両、大坂町人14人、幕府財政融通
- 文化10年6月、100万両、約3万6000貫目、大坂町人380余人、米価引上
- 文化10年9月、江戸、米価引上
- 天保元年3月、江戸札差商人、西丸造営
- 天保14年7月、197万2500両以上、6万6364貫目650目、大坂堺兵庫西宮町人705人、融通並に窮民賑恤
- 嘉永6年11月、2万5896貫200目、大阪兵庫西宮町人、海防費用
- 嘉永7年（安政元年）6月ないし9月、29万3000余両、江戸町人1300余人、?
- 安政7年（万延元年）1月、天保14年御用金高以上、6万8147貫目、大坂町人960余人、外国事件並本丸普請
- 元治元年9月、2万6095貫目、大坂町人104人、長州征伐軍資
- 慶応元年、大坂町人8人、?
- 慶応元年5月、江戸、長州征伐軍資
- 慶応2年4月、700万両、17万8784貫目、大坂兵庫西宮町人1108人、幕府財政融通及防長征伐軍資